# Podocnemis medemi
Podocnemis medemi es una especie extinta de tortuga pleurodira de agua dulce del género Podocnemis que vivió en el Mioceno medio (hace unos 13 millones de años) en lo que hoy es Colombia, en el departamento de Tolima, siendo descubiertos sus restos fósiles cerca de la población de Carmen de Apicalá, formando parte del sitio fósil conocido como La Venta. Los restos descubiertos son sobre todo partes del caparazón, muy fragmentarios, pero que tras su reconstrucción permiten apreciar que corresponde a una forma de gran tamaño, de 101,5 centímetros de longitud en el caparazón, que poseía una distintiva forma muy redondeada, cuando se aprecia el mismo desde arriba. Cerca de sus fósiles se hallaron restos del cráneo de otra tortuga podocnemídida, muy similar al de la moderna tortuga charapa, Podocnemis expansa, que bien podría pertenecer a P. medemi o a la otra especie de Podocnemis de la Venta, P. pritchardi.
Como sus parientes modernas, P. medemi habría habitado en el ambiente de ríos y zonas húmedas propios de la zona norte de la Suramérica de su tiempo.